# Zvezna republika Nemčija (1949–1990)
Zahodna Nemčija je bilo kratko ime za Zvezno republiko Nemčijo od leta 1949 do 1990, ko še ni vključevala vzhodnih delov Nemčije. Od nemške združitve leta 1990 Zvezno republiko Nemčijo imenujemo preprosto Nemčija.
Zvezna republika Nemčija (nemško Bundesrepublik Deutschland) je ena od vodilnih svetovnih industrijskih držav, umeščena na sredino Evrope. Na severu meji na Severno morje, Dansko in Baltsko morje, na vzhodu na Poljsko, Češkoslovaško in Nemško demokratično republiko, na jugu na Avstrijo in Švico, ter na zahodu na Francijo, Luksemburg, Belgijo in Nizozemsko. Skupna kopenska meja s sosednjimi državami meri 3621 km. Zvezna republika Nemčija je ena izmed ustanovnih članic evropske unije.